# Vittaryds distrikt
Vittaryds distrikt är ett distrikt i Ljungby kommun och Kronobergs län. Distriktet ligger omkring Vittaryd i västra Småland. 

## Tidigare administrativ tillhörighet
Distriktet inrättades 2016 och utgörs av socknen Vittaryd i Ljungby kommun.
Området motsvarar den omfattning Vittaryds församling hade 1999/2000.

## Tätorter och småorter
I Vittaryds distrikt finns en tätort men inga småorter.

### Tätorter
- Vittaryd